# Bianca Mastenbroek
Bianca Mastenbroek (De Moer, 29 oktober 1975) is een Nederlandse schrijfster van fantasy en historische romans. Zij debuteerde in 2008 met de roman Vuurproef bij Books of Fantasy. In 2019 won zij de zowel de jonge Beckman als de Thea Beckmanprijs voor haar boek Hendrick, de Hollandsche indiaan.

## Biografie
Bianca Mastenbroek lijdt vanaf haar geboorte aan de spierziekte SMA2. Dit weerhield haar er niet van haar ambities als schrijfster waar te maken. 
Zij studeerde aan de Technische Universiteit Eindhoven in de richting Techniek en Maatschappij. Tijdens haar studie was zij hoofdredactrice van Intermania, het orgaan van de studievereniging Intermate.
Na haar studie was zij werkzaam bij TNO en het ministerie van VROM. Na hier te zijn gestopt met werken, heeft zij zich volledig op het schrijven gericht.
Mastenbroek was hoofdredactrice van Pure Fantasy in de periode juni 2008 - maart 2011. 

## Genre
De genres waarin Mastenbroek schrijft variëren. Zij richt zich hoofdzakelijk op verbeeldingsliteratuur en historische fictie. De verschenen verhalen richten zich op een publiek variërend van volwassenen tot jonge kinderen en young adult.